# 大島由香里
大島 由香里（おおしま ゆかり、1984年1月24日 - ）は、日本のフリーアナウンサー。スターダストプロモーション所属。元フジテレビアナウンサー。

## 来歴
神奈川県平塚市出身。
中学・高校時代にはバレーボール部に所属。成城大学経済学部卒業。成城大学在学中、2005年7月から2007年2月まで『BSフジNEWS』のニュースキャスターを務めた（なお同番組には、2010年4月から、今度は社員として1年間出演することになる。下で説明）。就職活動では大学3年時にフジテレビに応募し、1次面接で不合格だったが、テレビ朝日のアナウンサー試験に最終選考まで残ったこともあり再挑戦を決意。大学4年時に二度目の就職活動に挑み、再びフジテレビを受験し同社で内定（テレビ朝日も再び最終選考まで残っていた）。
2007年4月にフジテレビ入社。
同年8月は、11日に『フジアナスタジオ まる生2007』に出演。。同月20日～24日は、フジポッド『今日のきょう!』でナビゲーターを担当。また8月は、フジテレビ On Demand月間ナビゲーターを同期入社の生野陽子とともに担当。また同8月から、社会貢献アナウンサー集団『エコアナ』の一員ともなる。 9月3日、ドラマ『ファースト・キス』の第9話にグランドホステス役として出演。10月より、『独占!金曜日の告白』のアシスタントを担当（～ 2008年3月7日）、深夜番組『未来教授サワムラ』の助手役を担当（ - 2008年3月）、深夜番組『アナ☆ログ』のMCを担当（～ 2008年8月31日）、深夜番組『超V.I.P.』のパーソナリティーを担当 ( - 2008年3月17日）。　なお同月17日からは、同期・生野陽子と合わせ、フジテレビ提供アナマガでのブログ『ユカリある☆ブログ』を開始（同ブログは2011年4月11日付で更新終了）。
2008年7月6日より、『サキヨミ』（→サキヨミLIVE）に出演（ - 2009年9月20日）。
2010年2月のバンクーバーオリンピックのフジテレビ中継班のメンバーに参加、入社以来初めてスポーツ中継を担当した。キャリア的にはこの時点から報道畑に配属された（本人は社会人3年目の2010年から7年目まで腐っていたと語る）。
同4月から、『BSフジNEWS』のニュースキャスターを担当。7月より、『BSフジNEWS』（〜2011年3月25日）、『レインボー発』（ 〜2011年3月25日）のニュース読みを担当。
2012年10月1日より、『ニュースJAPAN』メインキャスターを担当{{efn2|『ニュースJAPAN』のキャスターに着任してからは、それまで長く伸ばしていた髪を切り、髪型をショートボブに変化させた。髪型を変えた理由については「心機一転、夜の視聴者の方が入り込みやすい世界観を作ろうと思った」と語った。また、自らへのけじめをつけるという意味でもあると語った。
2015年3月30日、前番組（『ニュースJAPAN』）に続く新番組『あしたのニュース』で引き続き、メインキャスターを担当 ( - 2016年4月1日)。同年7月、フィギュアスケートの小塚崇彦との婚約を発表。2016年2月20日に婚姻届提出。同年6月18日、結婚披露宴を行った。
2016年4月3日より『新報道2001』のキャスターを担当。
同年11月19日、第1子妊娠を公表、2017年3月から産休をとる予定で（その段階では）育児後に仕事を続ける予定、と語り、2017年4月25日、第1子女児を出産。
2017年12月31日付で、11年間在籍したフジテレビを退社。「今後は名古屋市を生活の拠点として子育てに専念しつつ、将来的にはフリーアナウンサーとして活動を再開することも考慮している」と報じられた。育児をしながらフリーで活動し、2018年4月6日には日本テレビの『沸騰ワード10』にパネラーとして出演、5月18日には同番組の「伝説の家政婦」コーナーに出演し、長女と自宅を初公開した。同年12月1日より、スターダストプロモーションに所属。2019年9月30日より、TOKYO MXの『バラいろダンディ』の月〜木曜のアシスタントとして出演。同年12月31日、小塚崇彦との離婚を報告。2023年3月13日の放送で3月末で同番組の卒業を発表。併せて4月から同局の『5時に夢中!』新MC就任を発表した。

## 人物

### 資格・免許
- 2012年に大型自動二輪免許を取得（業務時間中に教習所に通っていた[10]）。2013年時点でハーレーダビッドソンに乗るのが夢だと語っていた[25]。2022年に自身のYouTubeチャンネルにて憧れのハーレーダビッドソンを乗り回す姿を披露している[26]。

### 趣味・嗜好
- 物心つく頃から中森明菜が大好き。『第一回女子アナ歌がうまい王決定戦』では振り付きで『DESIRE -情熱-』を熱唱した。同曲はフジテレビの先輩で同い年の本田朋子の挙式披露宴でも熱唱している[27]。
- 生粋のビール好きで自身のYouTubeチャンネルではリアルな晩酌風景を配信している[28]。2022年5月16日、クラフトビールの定期便サービス「Otomoni（オトモニ）」とコラボしたプロデュースビール「SYLDRA（シルドラ）」が発売された[29]。
- 2019年と2024年の浅草三社祭に参加して、お神輿を担いだ[30]。
- 爬虫類が好きでかつては飼育していた。アナウンサー紹介動画にも爬虫類のペットが登場したことがある。

### 座右の銘
- 「当たって砕けろ」[31]

### 私生活
母、姉がいる。
祖父が建設関係の会社を経営しており、神奈川県平塚市にあった実家は敷地400坪、建坪150坪の豪邸だった。
自身の一人称は、 物心ついたころから大学まで、“ミー”であった。「英語じゃなくて、ネコが好きだったから、ネコの鳴き声から取ったらしくて」といい、1年目の入社試験の時に、「ミーはもういなくなった」が、その後“わし”になった。
ずっと姉からのおさがりの洋服を貰い続けており、服の選び方が分からないという。「これから変えるってことは無理だなって」と述べている。
2015年7月、フィギュアスケーターの小塚崇彦と婚約し、2016年2月20日に婚姻届提出、6月18日に結婚披露宴を行った。
娘に恵まれた（2017年4月25日誕生）。
自宅では猫（ラグドール、ヒマラヤン）と暮らしており、YouTubeチャンネルに登場することがある。

## 出演

### 現在の出演番組
- 5時に夢中!（TOKYO MX、月〜木曜：MC 2023年4月3日 - ）
- Brand-New Morning（TBSラジオ・JRN、月〜木曜：パーソナリティ 2025年4月1日 - ）[37]
- ECO LIFE〜幸せのヒント〜（JFN系）[38]

### 過去の出演番組（フジテレビアナウンサー時代）
2007年
- めちゃ×2イケてるッ!（6月2日にやべっち寿司に「フジ新入社員」として生野陽子・中村光宏と共に来店）
- FNNスピーク（7月6日）真源寺朝顔市をレポート
- 武=孝太郎 カメオ出演（7月10日、7月17日）（戸部洋子とお台場フジテレビ社内見学ツアーガイド新入社員）
- 森田一義アワー 笑っていいとも!（7月13日）
- わかってちょーだい!（7月17日、7月19日、7月26日、8月3日、8月8日）ザ・冒険王レポーター
- フジアナスタジオ まる生2007（7月21日、8月11日、8月18日、9月1日）
- FNNスーパーニュースWEEKEND（7月22日、8月26日）7月22日は秋田県のアイス・「バラ盛り（ババヘラ）」をレポート。8月26日はお天気キャスター代行
- タモリのジャポニカロゴス（7月24日）「言いまつがい」のコーナー、ダメダメ新人アナウンサー役で再現VTR出演
- 銀幕会議2（7月26日）映画のプレゼン
- FNS27時間テレビ みんな“なまか”だっ!ウッキー!ハッピー!西遊記!（7月28日、7月29日、西山喜久恵の産休直前サプライズコーナー出演・提供読み担当）
- GIRLFRIENDS（フジテレビ721）（8月12日）担当者役
- コンバット（8月22日、9月22日）8月22日は「お台場映画王」宣伝・映画紹介。9月22日は「女子アナinヲバ芸」に戸部洋子・斉藤舞子・宮瀬茉祐子と出演。
- めざましテレビ（9月3日 - 9月5日）お天気キャスター・皆藤愛子の代行
- ファースト・キス（9月3日）グランドホステス役
- FNNスーパーニュース（9月4日）エコライフ取材
- 坂口憲二&エビちゃん 京都・大阪満喫デート（10月7日）ツアーコンダクター役
- 世界の絶景100選天から舞い降りた奇跡の絶景スペシャル!（10月10日）同期の生野陽子とナミビア旅行（&スタジオ出演）
- 独占!金曜日の告白（2007年10月19日 - 2008年3月7日）
- 未来教授サワムラ（2007年10月19日 - 2008年3月）
- アナ☆ログ MC（2007年10月21日 - 2008年8月31日）番組自体は9月28日で終了。
- 超V.I.P.（2007年10月29日 - 2008年3月17日）パーソナリティー
- SP 警視庁警備部警護課第四係（12月1日）ニュースキャスター役
- ショーパン（12月17日〜12月20日）特別企画ゲスト

2008年
- 第45回新春かくし芸大会「ドラム缶転がし」（1月1日）中山秀征演目、同期の生野と出演。
- 草彅・おすぎとピーコの女子アナ2008ベテランvsヤング仁義なき戦いSP（1月14日、スタジオ&修行ロケ同行）松尾翠・秋元優里と滝行に挑戦し、松尾・秋元と史上初の3人同時女子アナMVPに輝いた。
- お台場お笑い道（2月24日）2007年9月収録、田中卓志の彼女オーディションを受ける
- アナウンサークイズ王選手権（4月26日）GWスーパークイズウィークの一環として同期の生野・中村光宏とクイズに挑戦。
- BSフジNEWS（2005年7月 - 2006年2月、2007年7月2日 - 、不定期出演）
- フジアナスタジオ まる生2008（7月26日）
- 未来教授サワムラZ（4月11日 - 9月19日）
- 検定ジャポン（2008年4月4日 - 9月19日）
- アニメ 西洋骨董洋菓子店アンティーク 第5話（7月25日）アナウンサー役。
- ネプリーグスペシャル（9月22日）フジテレビチーム
- ホームレス中学生 ドバイへ行く！（10月26日）麒麟、佐藤仁美と共演。
- FNNニュース（12月30日朝）
- やべっちFC〜日本サッカー応援宣言〜（9月15日、テレビ朝日 ） - ミニコーナー「はーい!やべっち」に中村仁美の代打で地上デジタル推進大使役として他局出演。

2009年
- フジアナスタジオ まる生2009（8月15日、12月5日）
- サキヨミ→サキヨミLIVE（2008年7月6日 - 2009年9月20日） - 当初はコーナー担当であったが、総合司会の山本モナが不祥事の責任を取る形で1回で降板したことを受け、2008年7月13日放送分から総合司会として出演していた。2009年4月5日からは平井理央に交代し、コーナー担当に戻った。
- FNNニュース（12月31日朝・昼）

2010年
- FNNニュース（1月2日朝・昼）
- FNNスピーク（2月9日、2月10日、2月12日）バンクーバーオリンピック メディアセンタースタジオ担当
- フジアナスタジオ まる生2010（10月23日） - 奥寺と出演。
- フジアナスタジオ まる生2010（12月25日） - 同期の生野陽子、中村光宏がMCを務めたために番組に途中参加した。
- FNNニュース（12月30日・12月31日夕方）

2011年
- FNNニュース（1月3日昼・夕方）
- 教えてMr.ニュース 池上彰のそうなんだニッポン（2011年1月21日） - 毎日新聞社でのロケーション
- 新・週刊フジテレビ批評（2009年10月3日〜2011年3月26日） - ニュース担当
- BSフジNEWS（2010年7月2日〜2011年3月25日） - 金曜9時〜17時担当（金曜9時〜12時 2010年4月16日〜2010年6月25日）
- レインボー発（2010年7月2日〜2011年3月25日） - 金曜14:05〜14:07
- FNNスーパーニュース

サブキャスター担当（椿原慶子と隔週で担当 2011年3月28日 - 2012年9月28日）
月曜 - 水曜のフィールドキャスター担当（2007年10月9日 - 2012年9月28日）
- FNNニュース（12月29日夕方）

2012年
- FNNニュース（1月2日昼・夕方）
- ニュースJAPAN（2012年10月1日 - 2015年3月27日、キャスター）
- FNNニュース（12月31日夕方）

2013年
- FNNニュース（1月4日夕方）

2015年
- FNNニュース（1月2日昼・夕方）
- こんやのニュース、あしたのニュース（2015年3月30日 - 2016年4月1日、いずれもキャスター）

2016年
- 新報道2001（2016年4月3日 - 2016年12月25日、キャスター）
- ホウドウキョク24『あしたのコンパス』（2016年4月 - 2016年12月 、毎週火・水、司会）

### 過去の出演番組（フリーアナウンサー時代）
- バラいろダンディ（TOKYO MX、月〜木曜：アシスタント（2019年9月30日 - 2023年3月23日））[39][40]
- 人志松本の酒のツマミになる話（2021年9月24日、フジテレビ）
- ロンドンハーツ（2021年11月2日、テレビ朝日）
- 浜ちゃんが!（2021年11月3日、2022年8月31日・9月7日・9月14日・9月21日、読売テレビ）
- 数字で開運！ご利益チャージツアーin島根（2021年12月26日、さんいん中央テレビ）
- 突然ですが占ってもいいですか？（2022年3月、フジテレビ）[41]
- 世界一受けたい授業（2022年9月17日、2023年1月14日、日本テレビ）
- ゴゴスマ（2022年10月10日、CBCテレビ）
- ポップUP!（2022年11月11日、フジテレビ）
- いいものプレミアム（2022年11月21日・11月28日・12月21日、2023年1月16日・1月19日・1月30日・31日、フジテレビ）
- タモリ倶楽部（2021年11月5日、2022年2月11日・11月18日、2023年1月27日、テレビ朝日）
- ザ・カラオケバトル（テレビ東京）
  - 2020年8月16日 　優勝　工藤静香　『抱いてくれたらいいのに』,中森明菜「DESIRE-情熱-」
  - 2022年12月25日　DREAMS COME TRUE 『ア・イ・シ・テ・ルのサイン 〜わたしたちの未来予想図〜』
- ネプリーグ（フジテレビ）
  - 2023年1月23日 名門大女子チーム
  - 2023年12月11日 常識期末テスト2023
  - 2024年3月25日 女子アナ常識期末テスト2024
  - 2024年8月12日
- ラヴィット!（2023年1月31日、TBSテレビ）
- 界隈騒然!?ヨモヤマニュースSHOW!（2023年3月30日、ABEMA）- 進行[42]
- 有吉弘行の脱法TV（2024年6月6日、フジテレビ）

## DVD
- アナウンサー自作自演〜ラヴシーン外伝〜（ポニーキャニオン、2008年4月25日）

## 作品
- 月刊グラビア『ザテレビジョン』の2008年2月号、月刊『B.L.T.』の2008年4月号にグラビアが同期入社の生野陽子とともに掲載。『B.L.T.』では2008年5月号から連載開始。
- モノローグ（2021年2月22日、講談社）ISBN 978-4065229934。初の写真集[43]。

## 舞台
- お台場学園2008〜文化祭〜[44]（2008年4月26日〜5月6日）内
  1. EHON JAPAN 2008（2008年5月3日、5月4日）アナウンサーによる読み聞かせ
  2. ラヴシーン@お台場学園（2008年5月6日）

## その他
- 会員制マガジン「アナマガ+plus Premium」（フジテレビ有料サイト）
  - お台場発!とって出し!（2008年4月4日）
  - アナウンサーのお仕事（2007年8月10日、2008年3月11日）
  - リレートーク 本気でしゃべっていい!?（2007年9月12日×倉田大誠アナ、9月14日×藤村さおりアナ、2008年3月28日×森下知哉アナ、4月1日×福井謙二アナ）
  - フジアナスタジオまる生2008!短縮版（フジテレビ739放送、毎週土曜13:00〜15:00のダイジェスト版、2008年7月26日土曜放送分）
- 一日警察署長 平塚警察署（2024年8月）[45]